# Golfe d'Ancud

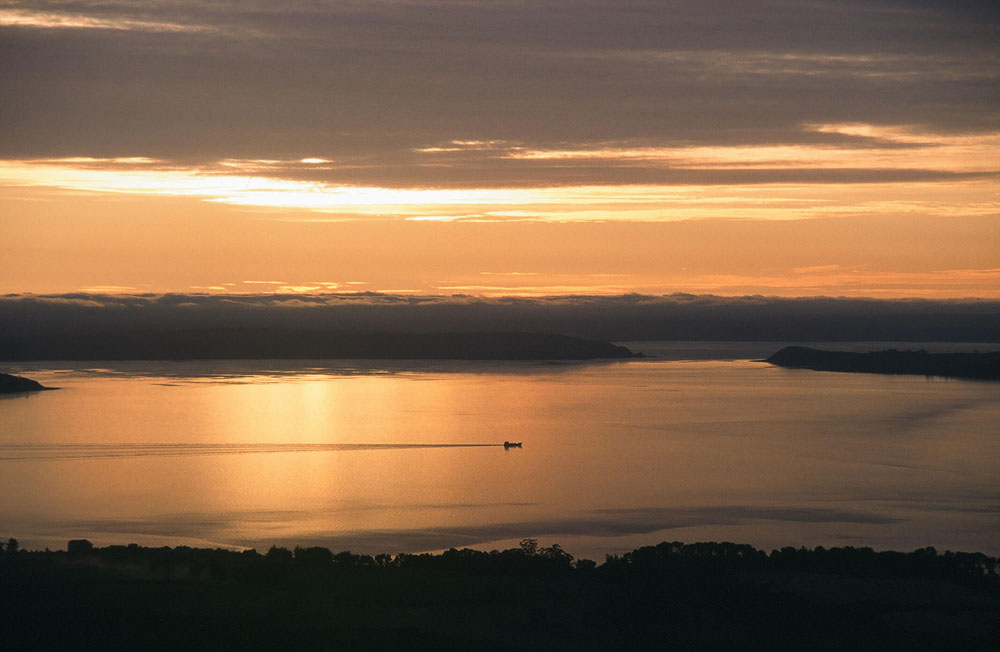

Le golfe d'Ancud (en espagnol : Golfo de Ancud) est un golfe séparant l'île de Chiloé du Chili continental. 